# Mississippi County (Missouri)
Mississippi County is een county in de Amerikaanse staat Missouri.
De county heeft een landoppervlakte van 1.070 km² en telt 13.427 inwoners (volkstelling 2000). De hoofdplaats is Charleston.